# Raparna
Raparna är ett släkte av fjärilar. Raparna ingår i familjen nattflyn.

## Dottertaxa tillRaparna, i alfabetisk ordning[1]
- Raparna amseli
- Raparna auropurpurea
- Raparna barcinonensis
- Raparna bipuncta
- Raparna byrsopa
- Raparna caeruleotincta
- Raparna confusa
- Raparna conicephala
- Raparna crocophara
- Raparna didyma
- Raparna discoinsignita
- Raparna erubescens
- Raparna fumicollis
- Raparna grisescens
- Raparna horciusalis
- Raparna iada
- Raparna lactea
- Raparna lugubris
- Raparna luteoflaveola
- Raparna melanospila
- Raparna metaphaea
- Raparna minima
- Raparna nigripuncta
- Raparna obenbergeri
- Raparna ochreipennis
- Raparna querula
- Raparna roseata
- Raparna sordida
- Raparna tantilla
- Raparna thanatopis
- Raparna transversa
- Raparna tritonias
- Raparna undulata
- Raparna unicoloris